# (986) Amelia
(986) Amelia es un asteroide perteneciente al cinturón de asteroides descubierto por José Comas y Solá desde el observatorio Fabra de Barcelona, España, el 19 de octubre de 1922.

## Designación y nombre
Amelia recibió inicialmente la designación de 1922 MQ.
Más tarde se nombró en honor de la esposa del descubridor.

## Características orbitales
Amelia está situado a una distancia media de 3,133 ua del Sol, pudiendo alejarse hasta 3,765 ua y acercarse hasta 2,5 ua. Su inclinación orbital es 14,81° y la excentricidad 0,202. Emplea 2025 días en completar una órbita alrededor del Sol.